# Фыкре Селассие Вогдерес
Фы́кре Села́ссие Вогдере́с (амх. ፍቅረ ሥላሴ ወግደረስ, англ. Fikre Selassie Wogderess; 13 июля 1945 — 12 декабря 2020) — премьер-министр Народно-Демократической Республики Эфиопии (НДРЭ) с 10 сентября 1987 года по 8 ноября 1989 года.
Фыкре Селассие Вогдерес был капитаном ВВС и одним из самых малоизвестных членов Временного военно-административного совета (Дерг) до переворота 3 февраля 1977 года, когда генеральный секретарь Тэфэри Бенти был убит вместе с семью другими членами Дерга. Переворот возвысил его (Бахру Зевде отметил: «по некоторым источникам, почти из-под расстрела по причине того, что его приняли за другого!») до должности генерального секретаря, занимая которую, он время от времени рассеивал «атмосферу всеобщего подхалимства» своим «частично независимым нравом».
Занимая должность премьер-министра, совершил поездку в Каир в ноябре 1988 года с целью улучшения отношений с Египтом и для выражения поддержки предложению Египта договориться об урегулировании Эритрейского конфликта.
В ноябре 1989 года президент Менгисту Хайле Мариам отдал распоряжение о смещении его с должности «по состоянию здоровья», раскритиковав за три дня до заседания Политбюро ЦК Рабочей партии Эфиопии и заявив, что «нет другого такого как Фыкре Селассие, который сидит сложа руки и тихо. Однажды он сидел и читал журнал…. Он не контрреволюционер и не преступник, и он не заговорщик…. Но он неустойчив и даже груб…. Он снимается с должности также и за дисциплинарные проступки».
После окончания гражданской войны в Эфиопии и ликвидации НДРЭ был одним из 46 бывших руководителей НДРЭ, которых судили персонально с 19 апреля 1996 года за убийство людей, геноцид и преступления против человечности в Федеративной Демократической Республике Эфиопии; ещё 22 членам руководства, включая находящегося в изгнании Менгисту Хайле Мариама, обвинение было предъявлено заочно на том же судебном процессе. Судебный процесс завершился 26 мая 2008 года, и он был приговорён к смертной казни. В декабре 2010 года правительство Эфиопии отменило смертный приговор ему и другим 23 должностным лицам Дерга. 4 октября 2011 года Фыкре Селассие Вогдерес был освобожден вместе с другими 16 своими бывшими коллегами после двадцати лет тюремного заключения. Правительство Эфиопии помиловало почти всех тех чиновников Дерга, которые отсидели в тюрьме 20 лет.
В начале 2010 годов Фыкре Селассие Вогдерес написал и опубликовал книгу на амхарском языке под названием «Мы и революция», где изложил своё видение истории Дерга.